# San Juan Lalana
San Juan Lalana är en kommun i Mexiko.   Den ligger i delstaten Oaxaca, i den sydöstra delen av landet, 400 km sydost om huvudstaden Mexico City.
Följande samhällen finns i San Juan Lalana:
- San José Río Manzo
- Ignacio Zaragoza
- San Lorenzo
- Arroyo Blanco
- Santiago Jalahui
- La Esperanza
- Paso del Águila
- Arroyo de Piedra
- Yogope
- Villa Nueva
- San Isidro Arenal
- Colonia Morelos
- San Juan Evangelista
- Santa María la Nopalera
- Asunción Lacova
- Cerro Progreso
- Santa Cecilia de Madero
- Arroyo Plátano
- Arroyo Lumbre
- San Miguel
- Paso de Hidalgo
- Arroyo Concha
- Arroyo Venado
- San Jorge el Porvenir
- San Pedro Tres Arroyos
- Arroyo Cacao
- Barrio Santa Cruz
- Arroyo Arena
- Cerro Coquito
- Boca de Piedra
- La Soledad
- Nuevo San Antonio
- José López Portillo
- Boca de Arroyo Chivo